# Decarya madagascariensis
Decarya es un género monotípico de arbusto perteneciente a la familia Didiereaceae. Incluye una sola especie: Decarya madagascariensis y es endémica de Madagascar.

## Descripción

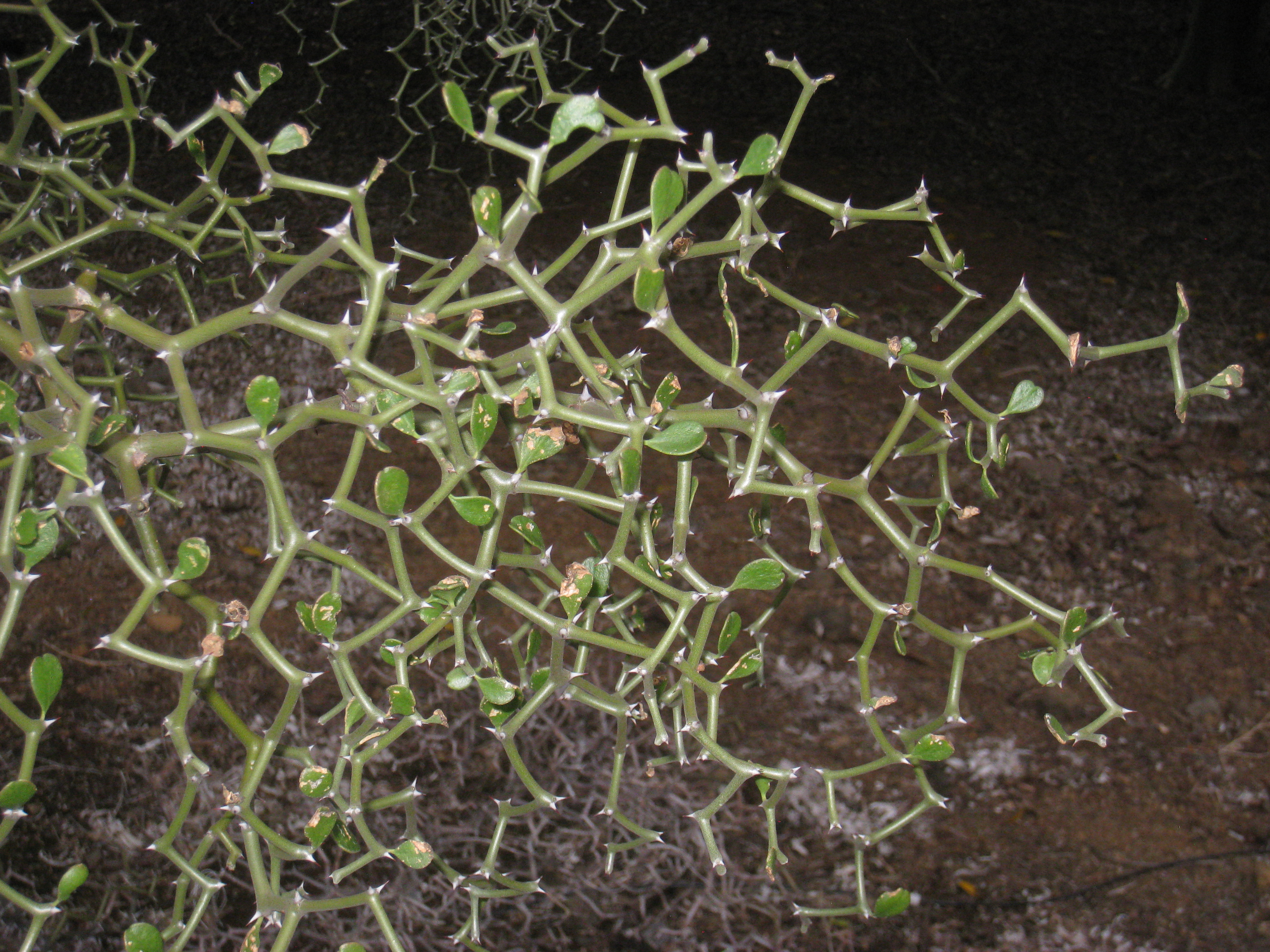
Característico tallo en zigzag de la planta

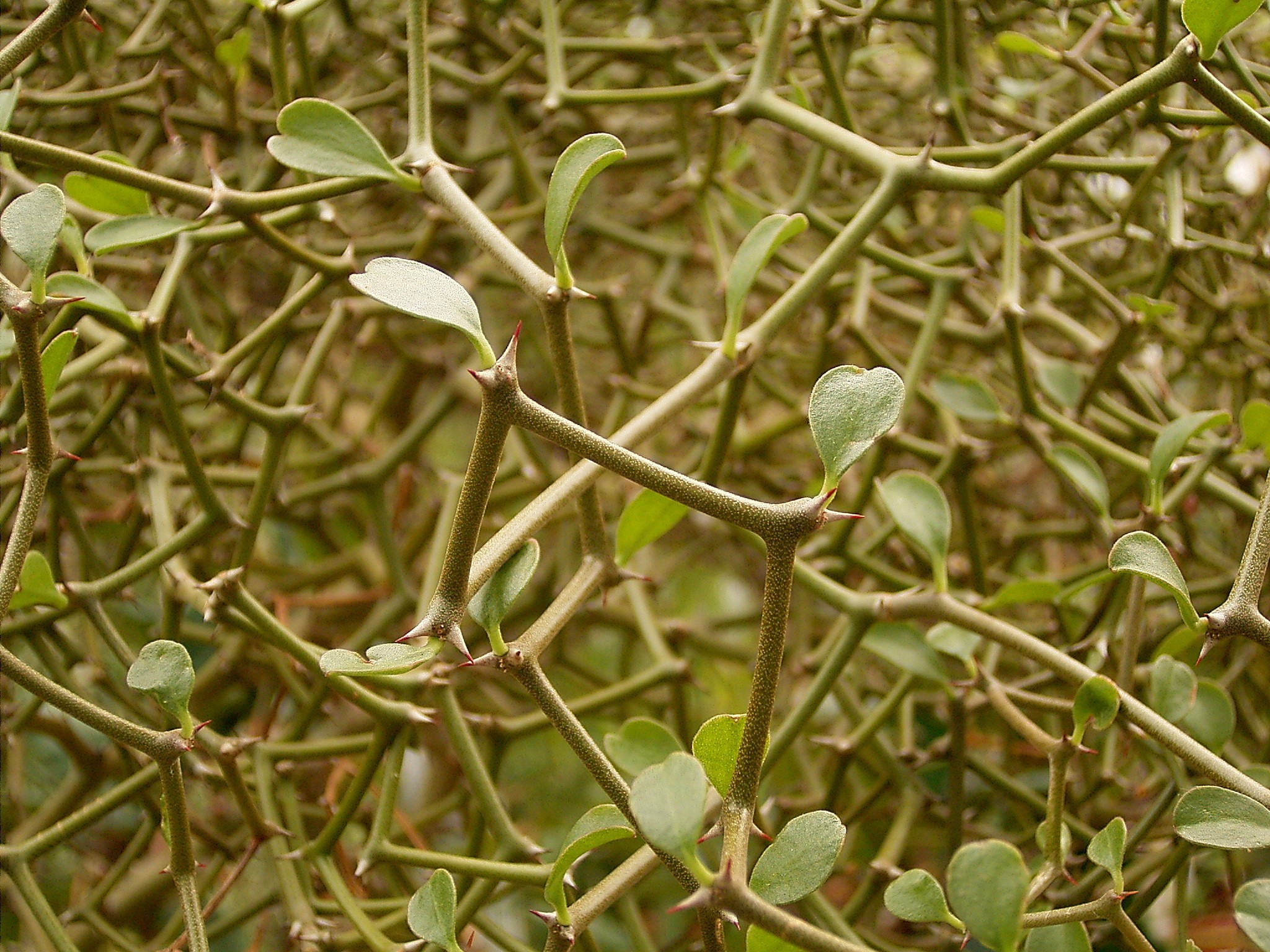
Detalle de las hojas y las espinas

Decarya madagascariensis son arbustos suculentos que suelen conocerse como "planta Zig-zag", ya que su tallo verde crece en zig-zag. A lo largo de sus tallos se pueden ver pares de espinas, justo en el punto exacto, donde el tallo cambia la dirección de su crecimiento.   
En la naturaleza puede alcanzar hasta 6 m de altura. Sus hojas son carnosas y pequeñas, y sus flores son de color amarillo. 

## Distribución
El área de distribución nativa de esta especie es el sur de Madagascar y crece principalmente en el bioma desértico o de matorral seco, donde forman un componente importante de los bosques espinosos. 

## Taxonomía
Decarya madagascariensis fue descrita por el botánico francés Pierre Choux y publicada por primera vez en la revista científica Mémoires de l'Académie Malgache 18: 39–42, 62, f. 30–33, 52–55. en 1934.
Etimología
- Decarya: nombre genérico otorgado en honor al botánico francés Charles Decary, quien realizó importantes contribuciones al estudio de la flora de Madagascar. El sufijo -a es común en la nomenclatura botánica y se utiliza para formar nombres de géneros.
- madagascariensis: epíteto geográfico que deriva de Madagascar, lugar donde se encuentra o se ha descrito este organismo. El sufijo -ensis es un sufijo de origen latino que se utiliza para indicar procedencia o ubicación.[4]

## Usos
Decarya madagascariensis se cultiva como planta ornamental, pero al ser una planta de crecimiento lento, en el mercado se encuentra a menudo injertada en otras plantas.